# Antoniterkloster Eicha

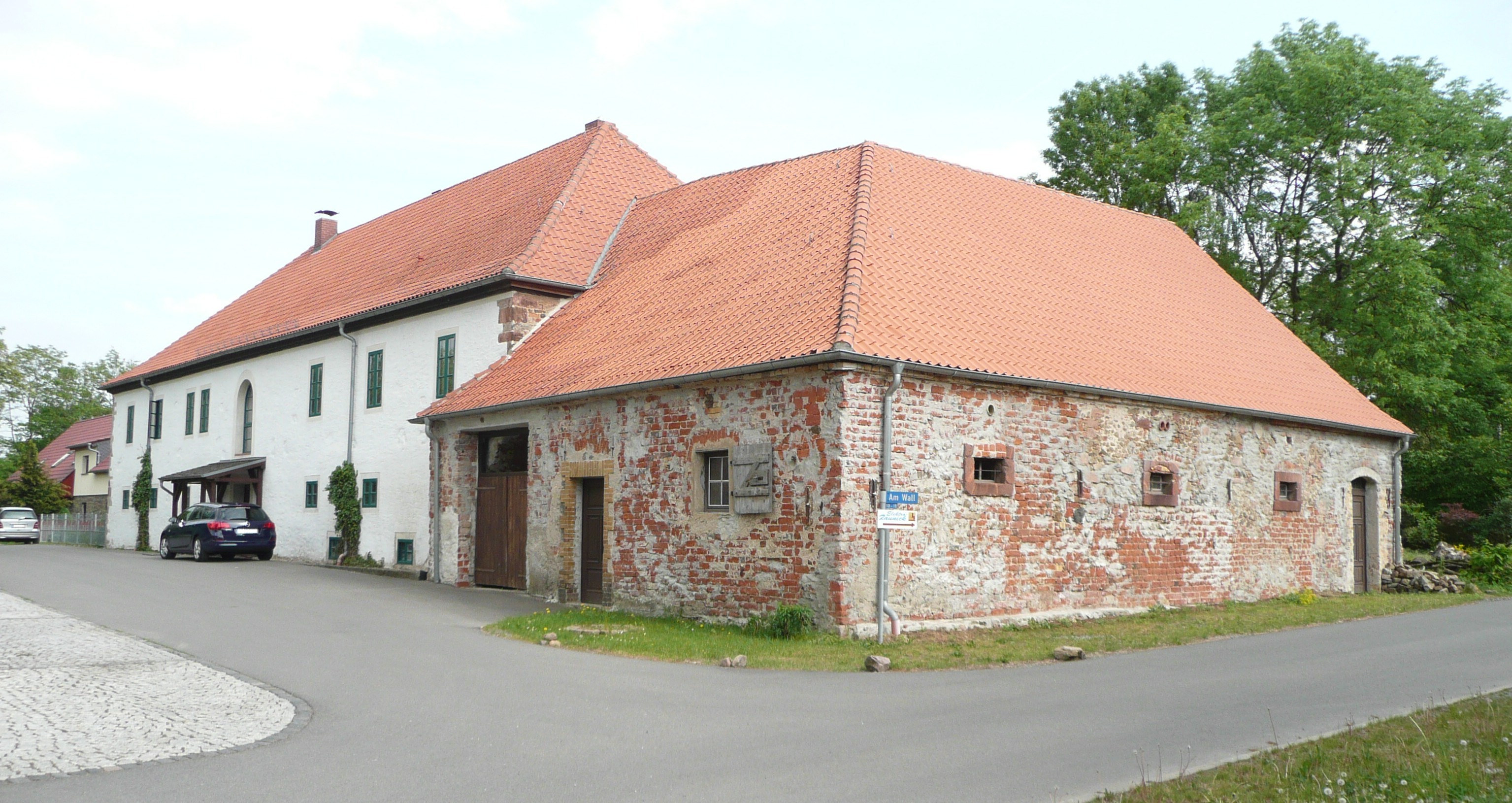
Herrenhaus des Vorwerks Eicha mit Nebengebäude – vormals Klostergut der Antoniter

Das Antoniterkloster Eicha war ein Kloster des Antoniter-Ordens (Antoniter-Chorherren) im heutigen Naunhofer Ortsteil Eicha südöstlich von Leipzig und die südlichste Niederlassung von Schloss Lichtenburg, der einzigen Generalpräzeptorei der Antoniter in Kursachsen. Zum Kloster gehörte ab 1512 auch ein Klostergut. Die zugehörige bäuerliche Siedlung war das Dorf Eicha, das 1948 nach Albrechtshain und 1993 mit diesem nach Naunhof eingemeindet wurde.

## Geschichte

### Vom Klostergut zum Vorwerk

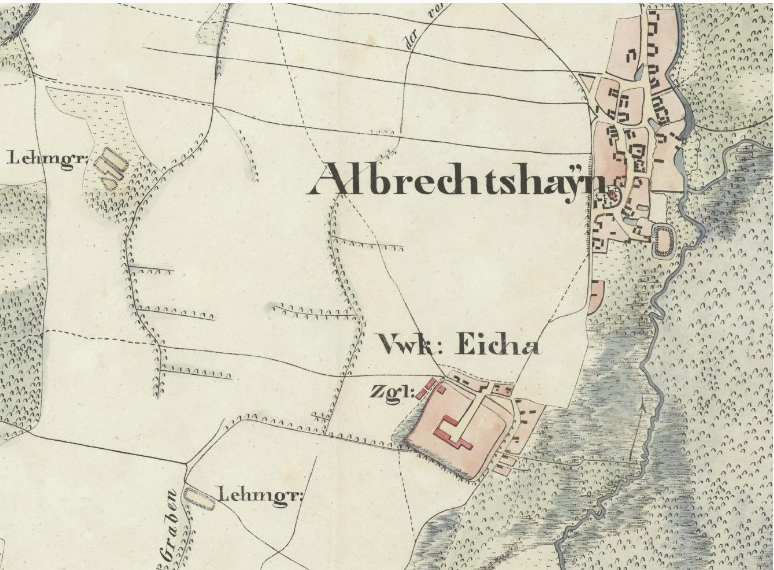
Darstellung des Vorwerks Eicha (ehemals Klostergut) sowie des benachbarten Ortes Albrechtshain auf einer Karte von 1828 – mit verzeichnet sind die Ziegelei und zwei Lehmgruben

Im Jahre 1454 begann die Errichtung einer Marienkapelle, die der Jungfrau Maria zur Eiche geweiht war. 1490 erfolgte die Gründung des Klosters durch Kurfürst Friedrich den Weisen und im selben Jahr die Übergabe der Kapelle an den Antoniterorden. Die Ausführung der Bauten übernahm Architekt und Baumeister Conrad Pflüger, fertiggestellt wurden sie 1494. Im Jahre 1497 erhielt das Kloster durch Papst Alexander VI. die Approbation.
1506 erfolgten an Kirche und Kloster umfangreiche Baumaßnahmen. 1512 gelangten die Antoniter in den Besitz der Grundherrschaft des 1443 zum Leibgedinge einer Barbara von Wolframsdorf verschriebenen Albrechtshain. Zudem gehörte auch 1510 die Mahlmühle im südlich gelegenen Erdmannshain zum Klosterbesitz.
Nachdem sich ab 1523 reformatorische Auflösungserscheinungen in Eicha und Lichtenburg bemerkbar machten, bot der Eichaer Präzeptor im April 1525 das Gut dem sächsischen Kurfürsten zum Kauf an. Dieser übereignete es im Dezember 1525 nach einer finanziellen Entschädigung des Ordens seinem Obermarschall Hans von Minckwitz, der die Kirche im folgenden Jahr abbrechen ließ. Albert Schiffner bemerkt 1828 im Staats-, Post- und Zeitungslexikon von Sachsen hierzu weitergehend:

„Orgel und Bibliothek des Closters kamen bei dessen Aufhebung an die leipziger Thomaskirche, und den letzten Procurator, Heinr. Ratz, setzte man 1529 als Pastor nach Naunhof.“

Als Entschädigung für die kriegsbedingt angeordnete Zerstörung des Gebäudes des Georgenhospitals Leipzig im Schmalkaldischen Krieg schenkte der nunmehrige Kurfürst Moritz 1547 dem Hospital das Gut Eicha. Wegen einer zeitweiligen Zusammenlegung der Leipziger Hospitäler gehörte es auch vorübergehend zur Grundherrschaft des Johannishospitals.
Ab 1815 ging das inzwischen als Vorwerk erwähnte und zum Rittergut Pomßen gehörige Gut mit letzterem in Privatbesitz über. Zuerst besaß es Johann Gottfried Dietze sen. und nach dessen Tod 1830 sein Sohn – bis 1847 unter Vormundschaft – Johann Gottfried Dietze jun. bis zum Jahre 1883. 1890 kaufte Otto Friedrich von Schönburg-Waldenburg das Vorwerk vom Vorbesitzer Karl Gottlieb Weiß. Bis zur Enteignung 1945 blieb es im Besitz des Adelsgeschlechtes.
1952 übernahm die am 6. August des Jahres gegründete Landwirtschaftliche Produktionsgenossenschaft (LPG) „Max Reimann“ die Gebäude.
Nach der politischen Wende 1990 wurde das Herrenhaus saniert und befindet sich heute in Privatbesitz.
Zum Tag des offenen Denkmals am 10. September 1995 waren die Gewölbe des ehemaligen Klosters erstmals öffentlich zugänglich.

### Wallfahrt

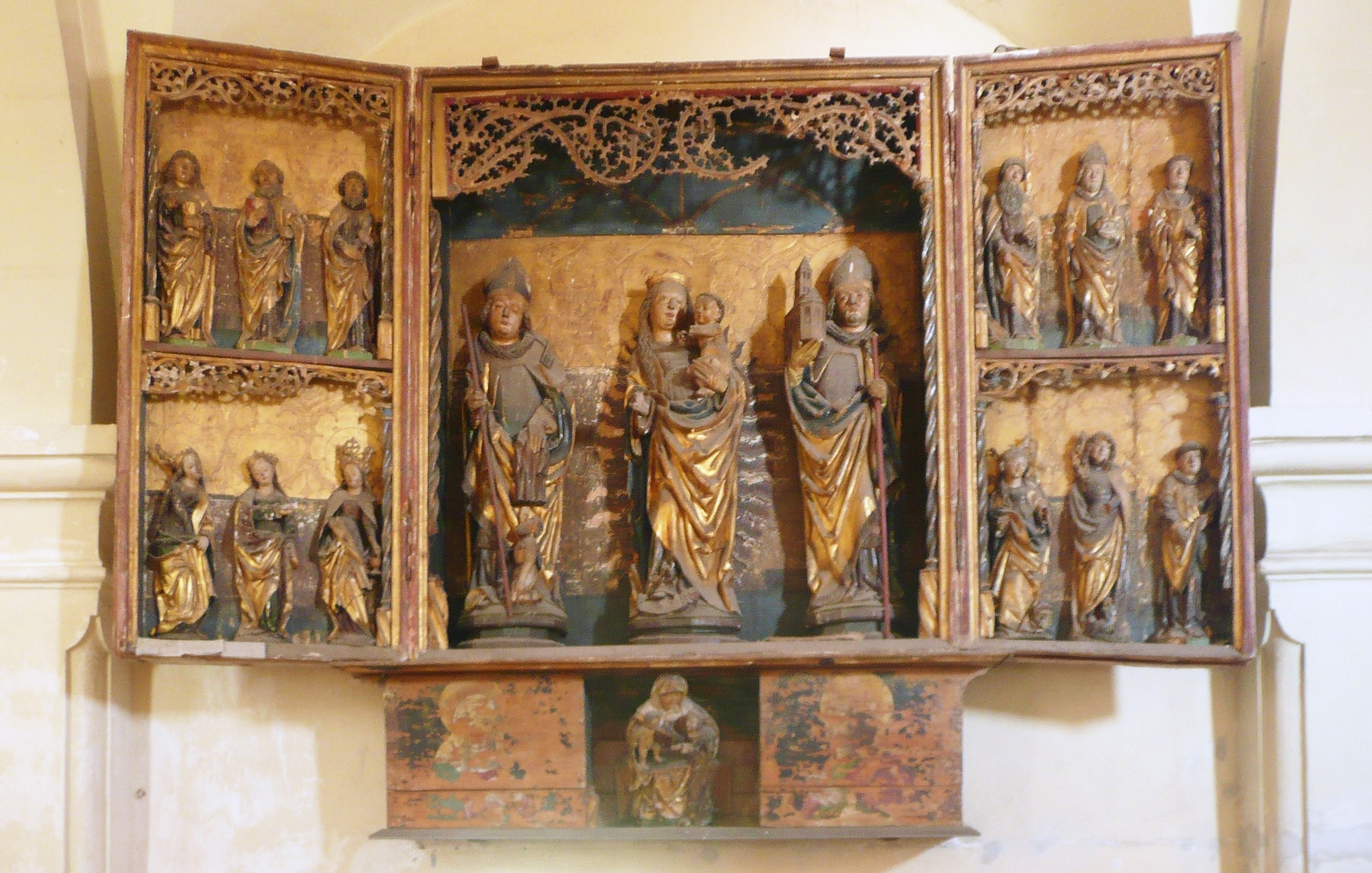
Der „wundertätige“ Altar Beatae Mariae Virginis – nach Auflösung des Klosters in die Kirche Albrechtshain verbracht

Die Anfänge der Wallfahrt liegen vor der Zeit der Fuhrmannslegende von 1454. Zu dieser und zur Eichaer Wallfahrt stellt das Onomastikon des „Pirnischen Mönchs“ von 1530 die wichtigste Quelle dar, demnach 1454 die „grose kirchfahrt zcu unser liben Frawen“ in Eicha entstanden sei, nachdem einem Fuhrmann, dessen Fuhrwerk im Morast steckengeblieben war, durch die Anrufung Marias Hilfe zuteilwurde, deren Bild er „an einer eichen ersach“.
Die Wallfahrt scheint nach Gründung des Klosters durch den Antoniterorden erfolgreich gefördert worden zu sein. 1509 verzichtete der Merseburger Bischof auf seine Ansprüche an der Kapelle in Eicha und erhielt als Gegenleistung eine Zahlung von 1000 Gulden, was neben anderen Nachrichten über bedeutende Kreditgeschäfte der Eichaer Antoniter für einen starken Besuch der Kapelle spricht. Als Indiz für die Krise dieser Wallfahrt kann der signifikante, nachweisbare Rückgang des Getränkeumsatzes in der Eichaer Gastwirtschaft Ende des Jahres 1522 gewertet werden.
In Martin Luthers Schriften taucht das Kloster erstmals 1525 auf, in einer Zeit also, in der seine Auflösung bereits im Gange beziehungsweise vollzogen war. In seiner Rechtfertigung der evangelischen Haltung zur Bilderverehrung gegen die schwärmerischen Bilderstürmer fungierten die Marienbilder in Eicha, Rötha und Grimmenthal als Musterfälle von Bildverehrung, weshalb zu ihrer Zerstörung durch die Obrigkeit geraten wurde. Über das Aussehen des Marienbildes bietet Luther zwei Versionen: 1529 zum einen als ein „kleines Marienbild auff ein Papier gemalet gewesen“ und andererseits, es habe im Papsttum Säulen gegeben, „darauff sei gestanden und auffgerichtete Bilder […] wie zu unser zeit zur Eichen“, was für ein geschnitztes Gnadenbild sprechen würde. Luther selbst machte jedoch erst nach Ende der Wallfahrt mehrfach in Eicha Station, daher ist fraglich, wie gut er über die hiesigen Verhältnisse informiert war. – Der „wundertätige“ Altar Beatae Mariae Virginis findet sich heute in der nahe gelegenen Kirche Albrechtshain.
August Schumann führt die Wallfahrt betreffend aus:

„Zur Zeit der Reformation, besonders früher im Mittelalter, war Eicha, eines Marienbildes wegen, ein berühmter Wallfahrtsort. Weil in hiesiger Kirche zuerst evangelisch gepredigt wurde, so wanderten alle Sonntage so viele Personen aus Leipzig hierher, daß Herzog Georg es endlich bei harter Strafe verbieten mußte.“

1530 wurde der lutherische Pfarrer Johann Pfeffinger „vom Kurfürsten, Johann, Herzog zu Sachsen, nach dem Kloster Eicha, bey Naunhof, in der Diöces Grimma, befördert […]. Viele aus Leipzig besuchten Pfeffinger’s Vorträge und genossen das Abendmal unter beyderley Gestalt in der Kirche des Klosters Eicha.“ 1532 wurde Pfeffinger nach Belgern berufen. 1539 hielt er in der Nikolaikirche in Leipzig die erste evangelische Predigt.
Eine letzte „Quasi-Wallfahrt“ nach Eicha fand am Pfingstdienstag, dem 31. Mai 1839, 300 Jahre nach Pfeffingers Predigt in Leipzig statt, als zahlreiche Leipziger Gläubige mit 60 Kutschen aufbrachen, um über Zwischenstopps in Zuckelhausen, Holzhausen und Albrechtshain auf den Grundmauern der abgerissenen Klosterkirche zu Eicha Pfeffingers Leipziger Predigt und der 300-jährigen Reformation in Leipzig zu gedenken.